# Cordaitales
Cordaitales es un grupo de coníferas extinto,  probablemente parafilético y ancestral respecto a las actuales coníferas, de porte arbóreo, leñoso, con presencia de conos, que aparecieron en el Carbonífero Inferior, abundaron en el Pérmico y desaparecieron con la extinción masiva del Triásico-Jurásico.
Es probable que su antigüedad se remonte al Devónico Superior. Se caracterizan por ser árboles con crecimiento monopodial del tallo, poca madera primaria, madera picnoxílica secundaria, hojas enteras, conos compuestos y unisexualidad. Inicialmente incluía a las familias Poroxylaceae y Pityacaea, pero estas se han reagrupado entre las Pteridospermae.